# Большая (приток Преголи)
Большая — река на территории России, протекает по Правдинскому и Черняховскому районам Калининградской области. Длина реки — 16 км. Площадь водосборного бассейна — 69 км².

## География и гидрология
Исток реки находится в районе села Извилино. Река Большая является правобережным притоком реки Преголи, её устье расположено у посёлка Междуречье, в 83 километрах от устья реки Преголи.
Через реку Большую переброшен ряд мостов, в том числе один железнодорожный, один каменный, несколько деревянных.

## Данные водного реестра
По данным государственного водного реестра России относится к Балтийскому бассейновому округу, водохозяйственный участок реки — Преголя. Относится к речному бассейну реки Неман и рекам бассейна Балтийского моря (российская часть в Калининградской области).
Код объекта в государственном водном реестре — 01010000212104300010305.